# گنس (خاندان رومی)
گنس یا خاندان (انگلیسی: Gens) خانواده‌ای متشکل از افرادی بود که دارای نام یکسان بودند و ادعا می‌کردند که از یک جد مشترک هستند. شاخه‌ای از خاندان «استرپس» نامیده می‌شد.